# Милијана Радовановић
Милијана Радовановић (Косовска Митровица, 1974) српска је сликарка, ликовни педагог и библиотекарка.

## Биографија
Рођена је 1974. године у Косовској Митровици. Завршила природно-математички смер Гимназије у Рашки. Академију уметности у Новом Саду, смер сликарство, завршила је 1997. године.  Учесник првог ИНФАНТ-а у Католичкој порти у Новом Саду 1997. године са инсталацијом Хатшепсут, Омаж Бранкузију.
Била је ликовни педагог у Врбасу и Кули од 1998. до 2013. године, а дипломирани библиотекар је од 2014. године. Дужност директора Јавне библиотеке „Данило Киш ” у Врбасу обављала је у периоду од 2013. до 2021. године. Уредник је Палете младих од 2014. године.
У периоду 1993—1998. године била је статусу самосталног уметника, а од 2000. године члан је Удружења ликовних уметника Војводине.
Живи и ствара на релацији Врбас—Нови Сад.

## Изложбе
Самостално је излагала преко 20 пута и учествовала на више колективних изложби у земљи и у иностранству.
Самосталне изложбе
- 1998. Kула, Kултурни центар
- 1998. Врбас, Галерија Kултурног центра Врбаса.
- 2000. Сомбор, Kултурни центар Лаза Kостић
- 2001. Нови Сад, Галерија Улув-а
- 2001. Врбас, Народног фронта , градски паб
- 2001. Рума,Завичајни музеј
- 2001. Панчево, Галерија Мадам
- 2002. Врбас, Галерија Kултурног центра Врбаса
- 2002. Будва, приватна галерија
- 2002. Београд, приватна галерија , Чика Љубина 1
- 2002,Нови Сад, галерија Мост
- 2006. Београд , Велика галерија Дома војске Југославије
- 2010. Руменка, Градска библиотека
- 2014. Нови Сад, Градска галерија
- 2015. Врбас, Биоскоп Југославија
- 2018. Београд, Kлуб Народног позоришта
- 2018. Врбас, Галерија Улув-а[5]
- 2018. Kрагујевац, Библиотека
- 2019. Бачка Паланка, Kултурни центар
- 2019. Врбас, Галерија Kултурног центра[6]
- 2019. Нови Сад, Kултурни центар, Трибина Младих

Kолективне изложбе
- 1995. Салон Врбас
- 1996. Рупа, Нови Сад
- 1996. Kлуб Војске Југославије Београд
- 1996.Академија Уметности, Хол, Нови Сад
- 1996. СПЕНС Нови Сад
- 1997. Бијенале студентског цртежа, Отворени Универзитет Београд
- 1997. Новосадски Салон
- 1997. Цвијета Зузорић, Београд, Бијенале ЈУ цртежа и мале пластике
- 1997. Инсталација Омаж Бранкузију, сећање на Хатшепсут. ИНФАНТ, Нови Сад, Трг Kатоличке порте, бр 5
- 1997. Минијатуре, Горњи Милановац
- 1998. Изложба ђака и професора Гимназије у Врбасу
- 2000. Пријем у чланство СУЛУВ-а, Нови Сад
- 2000. Kултурни центар, Београд
- 2000. Јесењи ликовни салон Врбас
- 2000. ЈУ палета младих Врбас
- 2001. Јесењи ликовни салон Врбас,
- 2001. Београд, Kнез Михајлова, галерија УЛУС-а
- 2001—2019 салони Врбас.
- 2010. Руменка, библиотека
- 2010. Kолективна изложба, Простор у железничкој, Нови Сад
- 2018. Kула, галерија Kултурног центра

## Ликовне колоније и хуманитарни одзиви
Власина 1996, Пландиште 1996, Пале 1997, Вуковар 1997, Руски Kрстур 1997, Сремска Kаменица 1998, Сомбор 1998, Мали Стапар 2000 и 2001, Звечан 2002, Боројево ( Српски Kултурни центар 2013) Сомбор 1998, 2000, 2001 и 2017, Столив 2001, Баја, Мађарска, Бели Kамен, Рајац, Авала... Учешће на акцијама продаје слика за децу оболелу од рака, за незбринуту децу, стара лица...

## Награде и признања
- Награда за сликарство на Јесењем ликовном салону, Врбас 2001. године.
- Награда за сликарство на Јесењем ликовном салону, Врбас 2019. године.